# Бјанколина (Болоња)
Бјанколина је насеље у Италији у округу Болоња, региону Емилија-Ромања.
Према процени из 2011. у насељу је живело 141 становника. Насеље се налази на надморској висини од 17 м.